# Agnis Čavars
Agnis Čavars (Ķekava, URSS, 31 de julio de 1986) es un deportista letón que compite en baloncesto en la modalidad de 3×3.
Participó en los Juegos Olímpicos de Tokio 2020, obteniendo una medalla de oro en el torneo masculino. Fue el abanderado de Letonia en la ceremonia de apertura de los Juegos de Tokio 2020.

## Palmarés internacional
| Juegos Olímpicos | Juegos Olímpicos | Juegos Olímpicos | Juegos Olímpicos |
| Año              | Lugar            | Medalla          | Competición      |
| ---------------- | ---------------- | ---------------- | ---------------- |
| 2020             | Tokio (Japón)    | Medalla de oro   | Torneo masculino |